# Brooke Rollins
Brooke Leslie Rollins (Glen Rose, 10 aprile 1972) è una politica e funzionaria statunitense, segretaria dell'Agricoltura nella seconda amministrazione Trump dal 13 febbraio 2025.
È stata presidente e CEO dell'America First Policy Institute.

## Biografia
Rollins è stata presidente e CEO della Texas Public Policy Foundation, un think tank conservatore con sede ad Austin, dal 2003 al 2018. In precedenza, Rollins ha ricoperto il ruolo di vice consigliera generale, consulente etica e direttrice politica del governatore del Texas Rick Perry.
Ha ricoperto il ruolo di direttrice ad interim dello United States Domestic Policy Council sotto la presidenza Trump. Prima di assumere tale ruolo, Rollins ha supervisionato l'Office of American Innovation della Casa Bianca. Il 23 novembre 2024 il neoeletto presidente Trump l'ha designata come potenziale segretaria dell'agricoltura. La sua nomina è stata poi confermata dal Senato con 72 sì e 28 no il 13 febbraio 2025, entrando in così ufficialmente in carica il giorno stesso.